# ムアンカーンチャナブリー郡
ムアンカーンチャナブリー郡（ムアンカーンチャナブリーぐん）はタイ・中部にある郡（アンプー）。カンチャナブリ(Kanchanaburi)とも。カーンチャナブリー県の県庁所在地（ムアン）でもある。

## 名称
カーンチャナブリーとは金の街という意味である。俗称ムアンカーン (เมืองกาญจน์) ないしパークプレーク (ปากแพรก) である。このうちパークプレークは「北碧」と漢字表記され、中国語表記に用いられる。

## 歴史

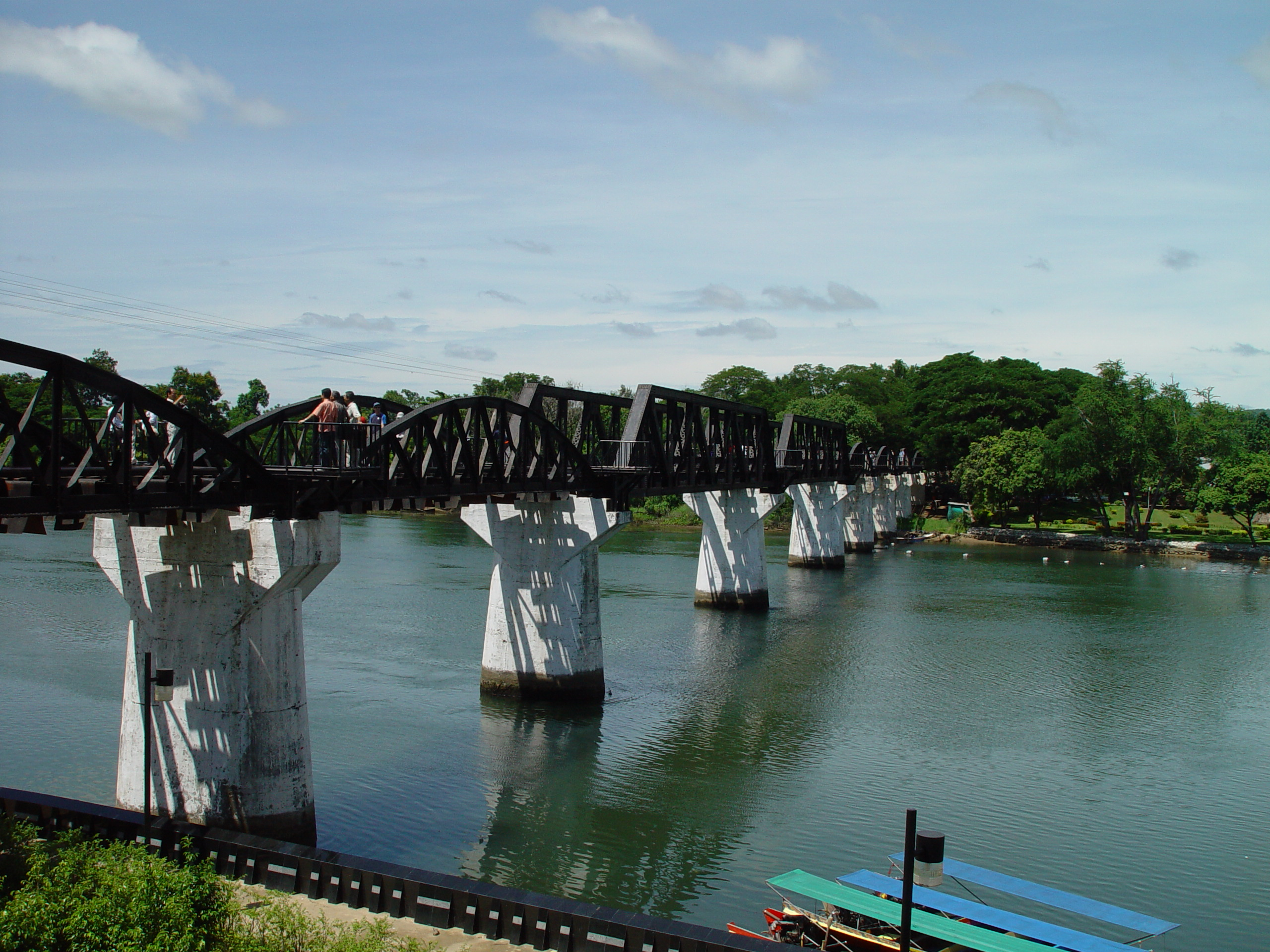
クウェー川鉄橋

アユタヤ王朝時代から記録があり、『三印法典』にも記録がある。同書によれば、カーンチャナブリーは機内の第四級国で、プラ・ピチャイパックディーマハイサワンと呼ばれる官吏が置かれ、統治されていた。また、『アユタヤ王朝年代記ルワン・プラスート本』によれば、1554年ないし5年に白象王チャクラパットがカーンチャナブリーで白象を見つけたとする記述がある。
行政区分としては1913年にカーンチャナブリー県の成立と共に市として成立した。その後、1954年10月1日に郡長所在地が現在の場所に移動された。
第二次世界大戦中には、旧日本軍が連合国捕虜やインドシナの労働者を導入して建設したクウェー川鉄橋（映画『戦場にかける橋』や『レイルウェイ 運命の旅路』の舞台）がかけられた。市内には戦争に関する資料を展示する博物館（JEATH戦争博物館、第二次世界大戦博物館など）や、整備された連合国捕虜の墓（連合軍共同墓地、チョンカイ共同墓地）がある。

## 地理

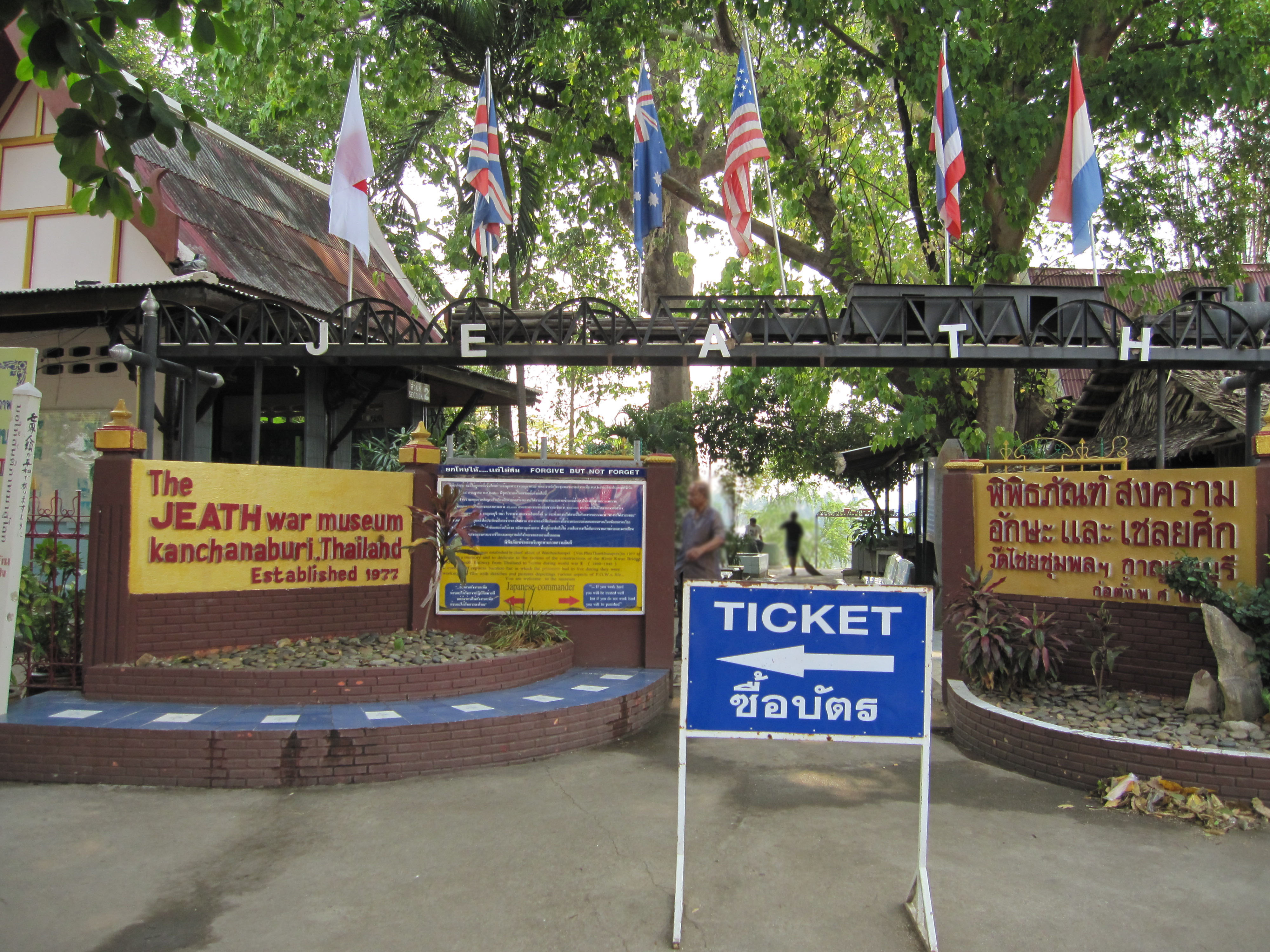
JEATH戦争博物館

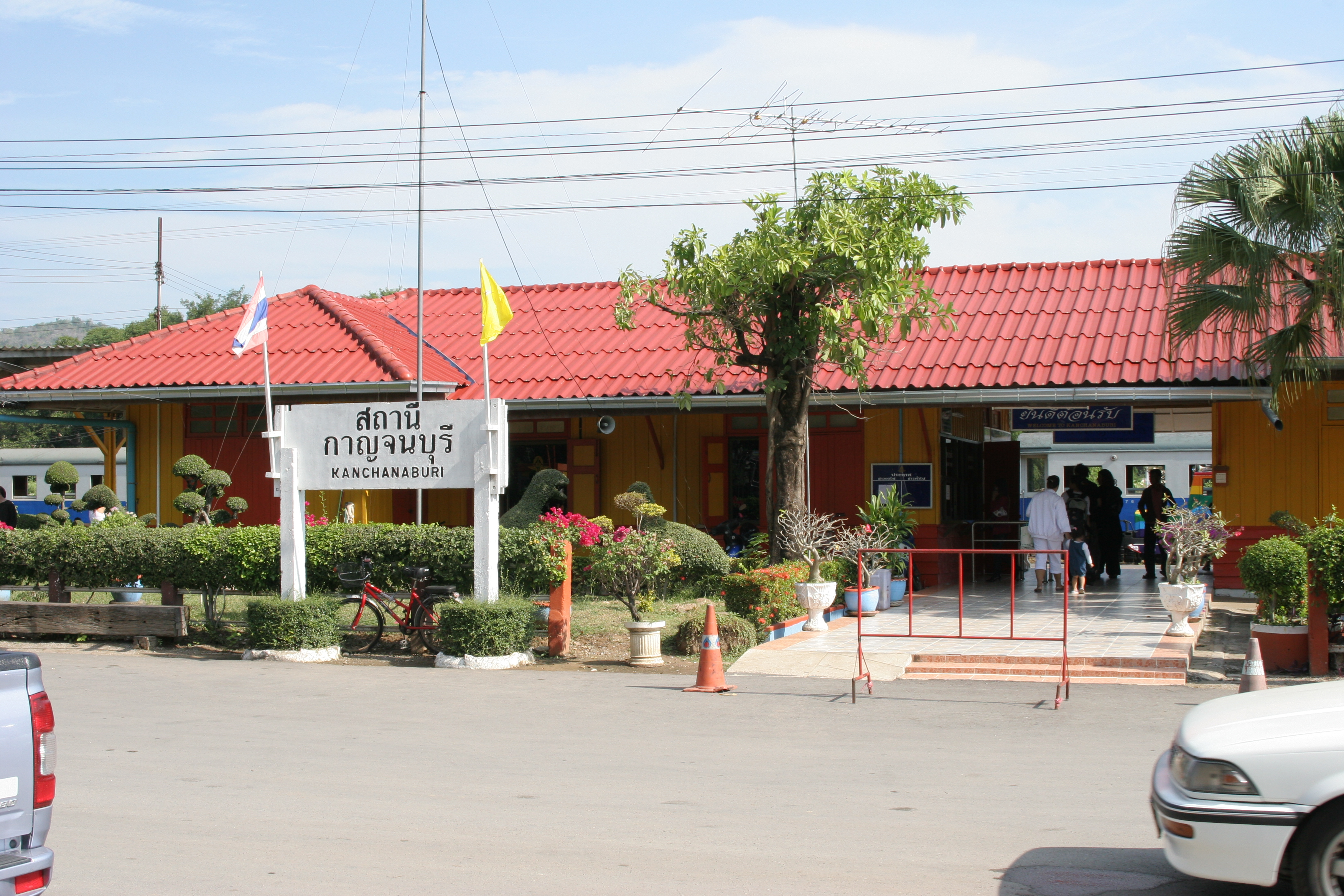
カーンチャナブリー駅

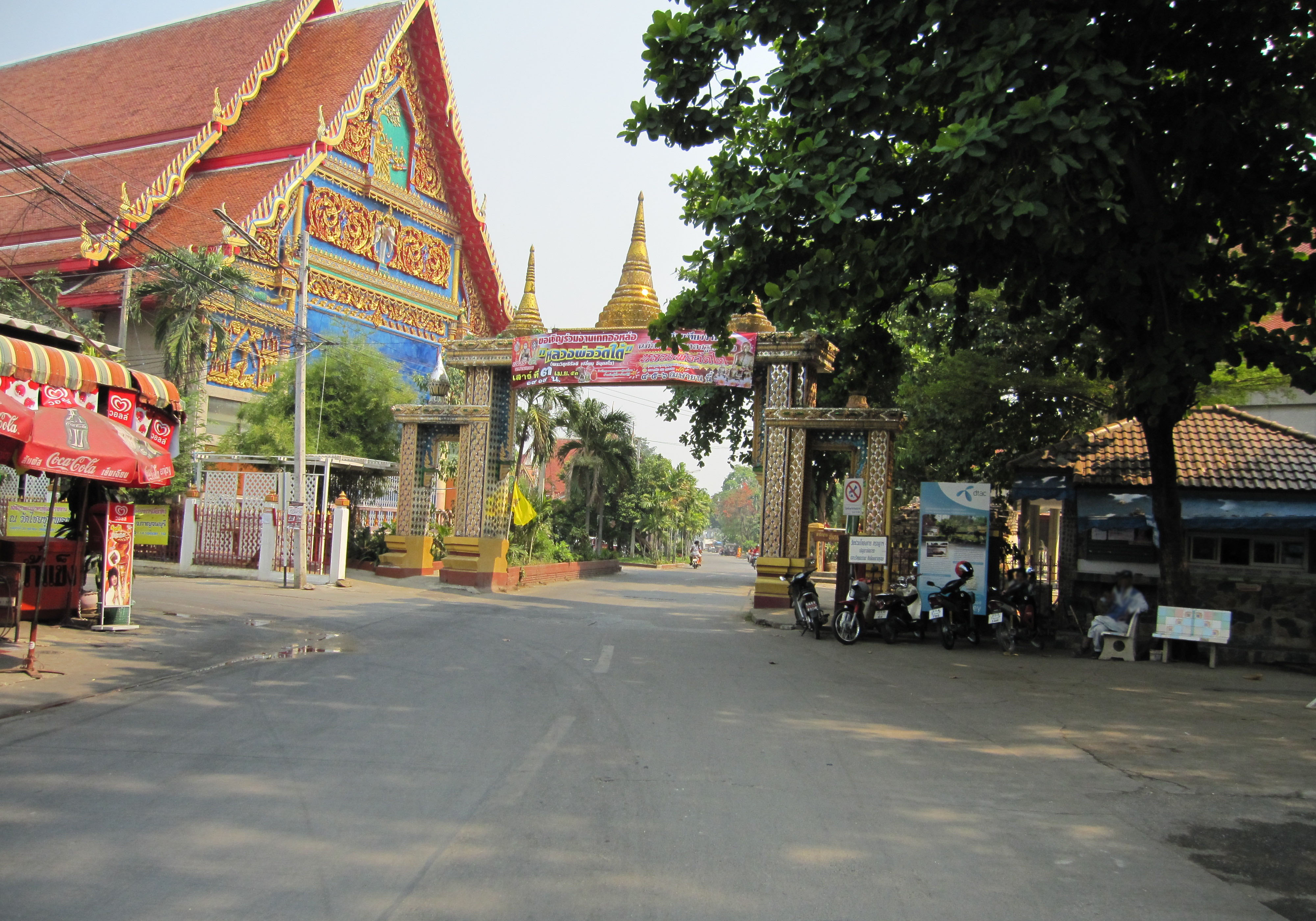
ワット・チャイチュムポン

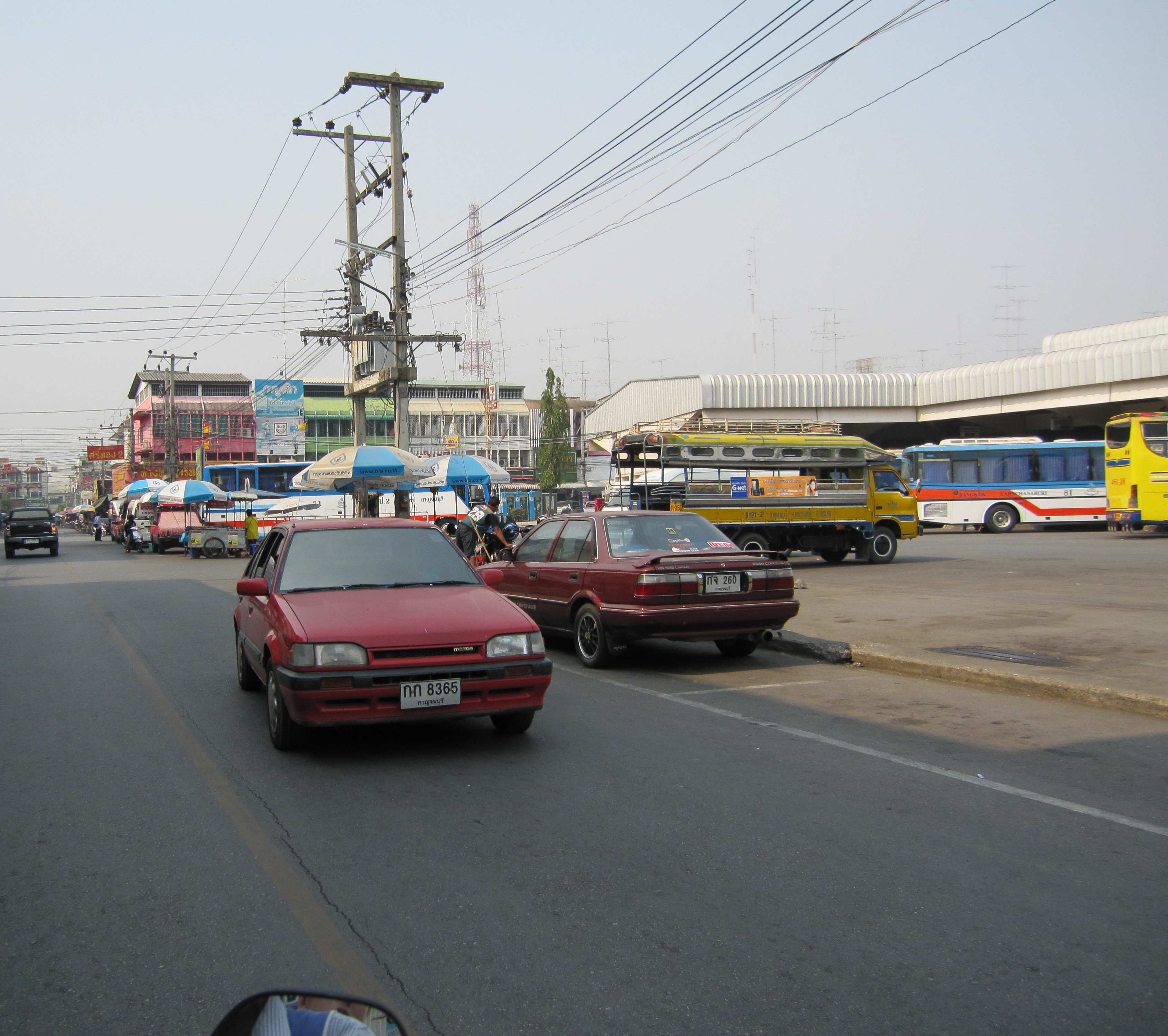
市中心部にあるバスターミナル

クウェー・ヤイ川（大クウェー川）とクウェー・ノイ川（小クウェー川）が合流しメークローン川となる合流地点に市街地がある。
市街地の北、市の北部は山岳地帯でナムトック・エーラーワン国立公園がある。市の西部には若干ながらミャンマーとの国境が広がる。
タイ国鉄が市内を南北に通り北で東に折れており、西はサイヨーク郡、東はナコーンチャイシー方面に通じている。国道は東南から西北に323号線が走っており、サイヨーク郡と通じている。また、324号線が東北に向かってのびておりスパンブリー方面に通じている。

## 交通
市街地からはタイ国鉄南本線ナムトック支線のカーンチャナブリー駅、クウェー川鉄橋駅が近いが、1日に数本しか走っていないため、他の町への移動はバスが主である。
バンコクの南バスターミナル（サーイ・ターイ）から市街地のバスターミナルまでは2時間以上かかる。
また、市街地の移動には、サムロー、ソンテウ、1人のときはモーターサイなどが便利である。

## 経済
郡内の主要な産業は農業で、サトウキビの生産が盛んである。

## 行政区分
ムアンカーンチャナブリー郡には13の町（タムボン）があり、さらにその下位に100の村（ムーバーン）がある。郡内には4つの自治体（テーサバーン）が設置されており以下のように展開している。
- テーサバーンムアン・カーンチャナブリー・・・タムボン・バーンヌアとタムボン・バーンターイの全体および、タムボン・パークプレーク、タムボン・ターマカーム、および隣接郡のタームワンのタムボン・ターローの一部。
- テーサバーンタムボン・ケーンシエン・・・タムボン・ケーンシエンの一部
- テーサバーンタムボン・ノーンブワ・・・タムボン・ノーンブワの一部
- テーサバーンタムボン・ラートヤー・・・ラートヤーの一部

1. タムボン・バーンヌア・・・ตำบลบ้านเหนือ

1. タムボン・パークプレーク・・・ตำบลปากแพรก
2. タムボン・ターマカーム・・・ตำบลท่ามะขาม
3. タムボン・ケーンシエン・・・ตำบลแก่งเสี้ยน
4. タムボン・ノーンブワ・・・ตำบลหนองบัว
5. タムボン・ラートヤー・・・ตำบลลาดหญ้า
6. タムボン・ワンドン・・・ตำบลวังด้ง
7. タムボン・チョンサダオ・・・ตำบลช่องสะเดา
8. タムボン・ノーンヤー・・・ตำบลหนองหญ้า
9. タムボン・コサムローン・・・ตำบลเกาะสำโรง

1. タムボン・バーンカオ・・・ตำบลบ้านเก่า
2. タムボン・バーンターイ・・・ตำบลบ้านใต

1. タムボン・ワンイェン・・・ตำบลวังเย็น